# آبي سيمون
آبي سيمون (بالإنجليزية: Abbey Simon)‏ هو عازف بيانو أمريكي، ولد في 8 يناير 1920 في نيويورك في الولايات المتحدة.

## وصلات خارجية
- الموقع الرسمي
- آبي سيمون على موقع ميوزك برينز (الإنجليزية)
- آبي سيمون على موقع ديسكوغز (الإنجليزية)